# Konzilijarna zdravstvena zaštita
Konzilijarna zdravstvena zaštita, vrsta zdravstvene zaštite, uz bolničko liječenje, specijalističku zdravstvenu zaštitu i ambulantno liječenje. U obuhvat joj spadaju konzilijarni pregled, kontrolni konzilijarni pregled, dijagnostičku pretragu, drugo mišljenje prema indikaciji izabranog doktora te konzultacija (uputnica bez osigurane osobe).
Konzilijarni pregled i kontrolni konzilijarni pregled moraju pružiti uslugu konzilijarnog mišljenja po učinjenoj obradi, postavljenoj dijagnozi i uvedenoj terapiji, a uključuje nužnu dijagnostiku u sklopu pregleda (Rtg, EKG, UZV, EEG, VP, VEP, Lab, spirometriju itd. Dodatno može biti prijeoperativne obrade. Liječnik specijalist obvezan je izdati preporuku o daljnjim obradama, preporučiti ambulantno liječenje, liječenje u dnevnoj bolnici, hospitalizaciju, izdati preporuku o uvođenju/izmjeni terapije koristivši generičko nazivlje medikamentozne terapije gdje god je moguće.
Dijagnostičku pretragu mora sadržavati postavljanje dijagnoze, preventivno djelovanje, praćenje kroničnih bolesnika ili prijeoperativna priprema (obrada). Kao dio cjeline priznaje se i uzimanje i slanje materijala na patologiju, citologiju i mikrobiologiju. (UZV+punkcija, EGDS+PHD i sl.). Liječnik specijalist obvezan je izdati preporuku o daljnjim obradama, preporučiti ambulantno liječenje, liječenje u dnevnoj bolnici, hospitalizaciju, izdati preporuku o uvođenju/izmjeni terapije koristivši generičko nazivlje medikamentozne terapije gdje god je moguće.
Drugo mišljenje prema indikaciji izabranog doktora mora pružiti uslugu koja mišljenje o utvrđenoj dijagnozi ili preporučenoj terapiji ili dijagnostici. Liječnik specijalist obvezan je dati mišljenje o postavljenoj dijagnozi, preporučenoj terapiji ili dijagnostici.
Konzultacija (uputnica bez osigurane osobe) mora pružiti uslugu konzultacije u svezi s otpusnim pismom ili poviješću bolesti. Liječnik specijalist obvezan je dati odgovor na konkretan upit doktora primarne zdravstvene zaštite vezano uz povijest bolesti ili otpusno pismo u navedenom roku od 30 dana.